# Рутки (гмина)
Рутки (пол. Rutki) — сельская гмина (волость) в Польше, входит как административная единица в Замбрувский повет, Подляское воеводство. Население — 5762 человека (на 30 июня 2015 года). Административный центр гмины — деревня Рутки-Коссаки.

## Демография
Население гмины дано на 30 июня 2015 года.
| Перепись            | Всего | Женщины | Мужчины |
| ------------------- | ----- | ------- | ------- |
| Всего               | 5 762 | 2 946   | 2 816   |
| Городское население | 0     | 0       | 0       |
| Сельское население  | 5 762 | 2 946   | 2 816   |

## Поселения
1. Чохане-Гура
2. Дембники
3. Доброхы
4. Духны-Велюны
5. Гурске-Пониклы-Сток
6. Гронды-Вонецко
7. Гроностае-Пуща
8. Яворки
9. Яворы-Клепаче
10. Калинувка-Басе
11. Калинувка-Быстры
12. Калинувка-Велёборы
13. Каленчин-Валёхы
14. Коломыя
15. Коломыйка
16. Конопки-Лесьне
17. Коссаки-Фальки
18. Коссаки-Надбельне
19. Коссаки-Остатки
20. Менженин
21. Мечки
22. Модзеле-Гурки
23. Нове-Залесе
24. Нове-Замбжице
25. Ольшево-Пшиборово
26. Ожарки-Ольшанка
27. Ожары-Вельке
28. Пенсы-Липно
29. Прушки-Вельке
30. Рутки-Ятки
31. Рутки-Коссаки
32. Рутки-Новины
33. Рутки-Тартак-Новы
34. Старе-Залесе
35. Старе-Замбжице
36. Шлясы-Липно
37. Шлясы-Лопените
38. Шлясы-Мешки
39. Сливово-Лопените
40. Свёнтки-Верцице
41. Валёхы-Моньки
42. Выбраны
43. Замбжице-Янково
44. Замбжице-Капусты
45. Замбжице-Круле
46. Замбжице-Плевки

## Соседние гмины
1. Гмина Ломжа
2. Гмина Кобылин-Божимы
3. Гмина Колаки-Косцельне
4. Гмина Кулеше-Косцельне
5. Гмина Визна
6. Гмина Замбрув
7. Гмина Завады